# Kuoppalompolo
Kuoppalompolo eller Lompolojärvi är en sjö i Finland. Den ligger i kommunen Enontekis i landskapet Lappland, i den norra delen av landet, 900 km norr om huvudstaden Helsingfors. Lompolojärvi ligger 309,8 meter över havet. Arean är 36,1 hektar och strandlinjen är 5,83 kilometer lång. Sjön  ingår i Torne älvs huvudavrinningsområde. 